# Історія Уганди
Історія Уганди включає історію земель сучасної Уганди в Східній Африці та народів, що мешкають у ній.

## Стародавні часи
Найдавніші свідчення проживання людей на території сучасної Уганди відносяться до ранньої кам'яної доби. В Уганді виявлені стоянки людей культури олдувай та ашель. В епоху пізнього палеоліту тут проживали люди культури санго та культури магосі. У період неоліту на території Уганди мешкали пігмеї та койсанські народи, які займались мисливством, збиральством та рибальством.
Проникнення племен банту на територію Уганди почалось у першому тисячолітті до нашої ери. Вони принесли з собою вміння виготовляти залізні вироби. Близько 5 ст. до н.е. — 6 ст. н.е. навколо озера Вікторія існувала археологічна культура Уреве, котра належала банту.

## Середньовіччя
На початку 2-го тис. на територію Уганди з півночі мігрували нілоти. З північного сходу проникли невеликі групи кушитів. З цими міграціями  пов'язують широке розповсюдження скотарства в північних і центральних  областях Уганди.
У Середньовіччі на території країни існував ряд держав — Китара, Уньйоро, Буганда, Нкоре, Тооро.

## Новий час
Проникнення європейців в Уганду припадає на 60-ті роки 19 ст. Генрі Стенлі запросив з дозволу  кабаки Буганди Мутеси в країну християнських місіонерів. Британський протекторат Уганда з 1894.

## Незалежність
Уганда проголосила незалежність 9 жовтня 1962 р., керівником держави став династичний правитель (кабака) Мутеса II. Однак він бажав зберегти привілеї монархічних родів Уганди, і це викликало невдоволення частини населення. На початку 1966 р. президентом замість Мутеси обрали Мілтона Оботе. Він проводив певні реформи, спрямовані на обмеження влади знаті, зокрема аграрну. У 1967 королівство Буганда було скасоване, також і інші королівства, прийнята республіканська конституція.
Але 25 січня 1971 відбувся збройний переворот Іді Аміна, встановлена диктатура. Амін взяв курс на «угандизацію», яка полягала в націоналізації власності підприємців азійського (в основному індусів і пакистанців) та європейського походження.  Близько 60 тис. їх було виселено з країни. Були заборонені опозиційні партії, профспілки, страйки. Натомість збільшились витрати на армію, збільшена її чисельність. Деякі народи, зокрема ланго, ачолі та інші зазнали терору. За час правління Аміна було вбито близько 300 тис. людей. У 1979 р. диктатура була повалена за допомогою військ Танзанії.
У 1980 відбулися вибори президента. До влади знову повернувся Мілтон Оботе.
У 1985 — черговий військовий переворот, у результаті котрого до влади прийшов Тіто Окелло.
26 січня 1986 р. до влади прийшли сили Національної армії опору на чолі з колишнім партизанським ватажком Йовері Мусевені. Вони захопили столицю м. Кампала, Тіто Окелло покинув країну. Мусевені став президентом Уганди і відтоді неодноразово продовжував свої повноваження, встановивши авторитарний режим.
У 1993 король Баганда одержав статус формального монарха.

## Сучасність
У 2022 році Міжнародний суд постановив, що Уганда порушила міжнародні норми як окупант з 1998 по 2003 рік. За рішенням суду, Уганда відповідає за загибель 10 000—15 000 чоловік у східній частині регіону Ітурі. Демократична Республіка Конго зажадала 11 млрд доларів як відшкодування збитку за окупацію Ітурі, але судді відхилили кілька частин позову й ухвалили рішення про значно меншу суму.